# Tranopelta
Tranopelta (лат.) — род мелких муравьёв трибы Attini (ранее в Solenopsidini) из подсемейства Myrmicinae. Включает два редких вида, встречающихся в Центральной и Южной Америки. Гнездятся в почве, подстилочном слое и гнилой древесине, иногда в гнёздах других муравьёв и термитов.

## Описание
Мелкие муравьи (рабочие от 2 до 6 мм, самцы до 7 мм, самки до 12 мм), желтоватого цвета (половые особи желтовато-коричневые). Сложные фасеточные глаза имеются, расположены в переднебоковой части головы. Усики рабочих и самок 11-члениковые с булавой из трёх сегментов (у самцов усики 13-члениковые). Формула щупиков 3,2 (рабочие) или 4,3 (солдаты и самки). Стебелёк между грудкой и брюшком состоит из двух члеников: петиолюса и постпетиолюса (последний чётко отделён от брюшка), жало развито, куколки голые (без кокона). Заднегрудка округлая, без проподеальных шипиков. Брюшко гладкое и блестящее.
Каста рабочих полиморфная, от мелких и средних до более крупных. Эти крупные особи (солдаты) обладают пропорционально более крупной головой (у них она длиннее своей ширины) и большим числом члеников в щупиках. Жвалы гладкие и блестящие, с 4 или 5 зубцами (у самок до 6, у самцов — 3 зубца). Глаза развиты, но сравнительно небольшие, в них от 3 до 30 фасеток. Голова без усиковых бороздок; затылочный край вогнутый. У T. subterranea длина головы от 1,00 до 1,34 мм, ширина головы рабочих от 0,71 до 1,33 мм, а T. gilva, соответственно 0,50—1,20 мм и 0,46—1,03 мм. То есть, в целом типовой вид T. gilva (длина тела рабочих от 2,06 до 4,37 мм) немного мельче второго (у T. subterranea рабочие от 4,38 до 5,64 мм). Мезосома со слабой метанотальной бороздкой (у T. subterranea она более глубокая). Срединная щетинка на клипеусе отсутствует. Наличник спереди вогнутый, но сверху не килевидный. Проподеум округлый, без шипиков. Проподеальные дыхальца округлые, крупные. Выступ метаплевральной железы крупный, его дорзальный край достигает дыхалец. Петиоль с дифференцированными стебельком и узелком. Петиоль с зубцевидным вентральным выступом, иногда развитым в виде шипика. Постпетиоль с отчётливым антеровентральным выступом; широко прикрепляется в брюшку. Поверхность тела блестящая или тонко скульптированная.
Самцы и матки крупнее рабочих, самцы достигают 7 мм, а матки до 12 мм в длину. Булава усиков слабо дифференцированая. У маток голова шире своей длины. Волоски со спинной стороны тела короткие и обильные. Жвалы самцов с 3 зубцами, соприкасаются, когда мандибулы сомкнуты (T. subterranea) или не соприкасаются (T. gilva).

### Сравнение каст рабочих
Сравнение каст мелких и крупных рабочих (солдат) на примере вида Tranopelta gilva.
- T. gilva, солдат сверху
- T. gilva, голова солдата
- T. gilva, солдат сбоку

- T. gilva, рабочий сверху
- T. gilva, голова рабочего
- T. gilva, рабочий сбоку

## Биология
Биология этих редких и скрытных муравьёв остаётся малоисследованной, имеются лишь отрывочные сведение об экологических особенностях мест обитания. Ведут наземный образ жизни, гнездятся в почве, подстилочном слое и гнилой древесине, поэтому в основном они собирались в пробах подстилочных ловушек. Вид Tranopelta gilva встречается гораздо чаще, чем T. subterranea, поэтому о первом известно больше. Например, его находили в термитнике Eutermes fulvipes (Termitidae) и в муравейниках Paraponera clavata (Paraponerinae) и Mycocepurus smithii (Attini). Их общий габитус очень похож на муравьиный род Acropyga. Рабочие T. gilva чаще всего встречаются под камнями в глинистой почве в равнинных тропических лесах. Они также встречаются в образцах из ловушек Берлезе и Уинклера, установленных под пологом леса; самок ловили на световые ловушки.

## Распространение
Неотропика. Встречаются в странах Центральной и Южной Америки, от Коста-Рики на севере до Бразилии на юге своего ареала.

## Систематика и этимология
Род Tranopelta был впервые выделен в 1866 году австрийским мирмекологом Густавом Майром вместе с описанием им типового вида Tranopelta gilva Mayr, 1866. В 1919 году в состав рода был включён второй вид, ранее описанный под названием Monomorium subterraneum Mann, 1916, который отличается сильно выпуклыми промезонотумом и проподеумом и более длинным скапусом (у Tranopelta gilva спинная поверхность груди более ровная и скапус короче).
В 1966 году Tranopelta был включён в родовую группу Megalomyrmex genus-group. Ранее, разные авторы включали род в трибы Stenammini, Megalomyrmecini, Ochetomyrmecini и Solenopsidini.
В 2014 году в ходе молекулярно-филогенетической ревизии и реклассификации всех мирмициновых муравьёв таксон Tranopelta включён в трибу Attini.
Родовое название Tranopelta составлено из двух слов греческого происхождения: tranes (отчётливый) + pelte (щит).
С 2003 года в составе рода признают только два вида из-за синонимизации с типовым видом нескольких других видов и подвидов.
- Tranopelta gilva Mayr, 1866 typus
  - =Monomorium amblyops Emery, 1894
  - =Monomorium heyeri  Forel, 1901
  - =Tranopelta gilva albida  Mann, 1916
  - =Tranopelta gilva brunnea  Forel, 1909
  - =Tranopelta heyeri columbica  Forel, 1912
- Tranopelta subterranea (Mann, 1916)
  - =Monomorium (Mitara) subterraneum Mann, 1916